# Provortex pallidus
Provortex pallidus är en plattmaskart som beskrevs av Luther 1948. Provortex pallidus ingår i släktet Provortex och familjen Provorticidae. Arten är reproducerande i Sverige. Inga underarter finns listade i Catalogue of Life.